# Oude Schelde (Bornem)

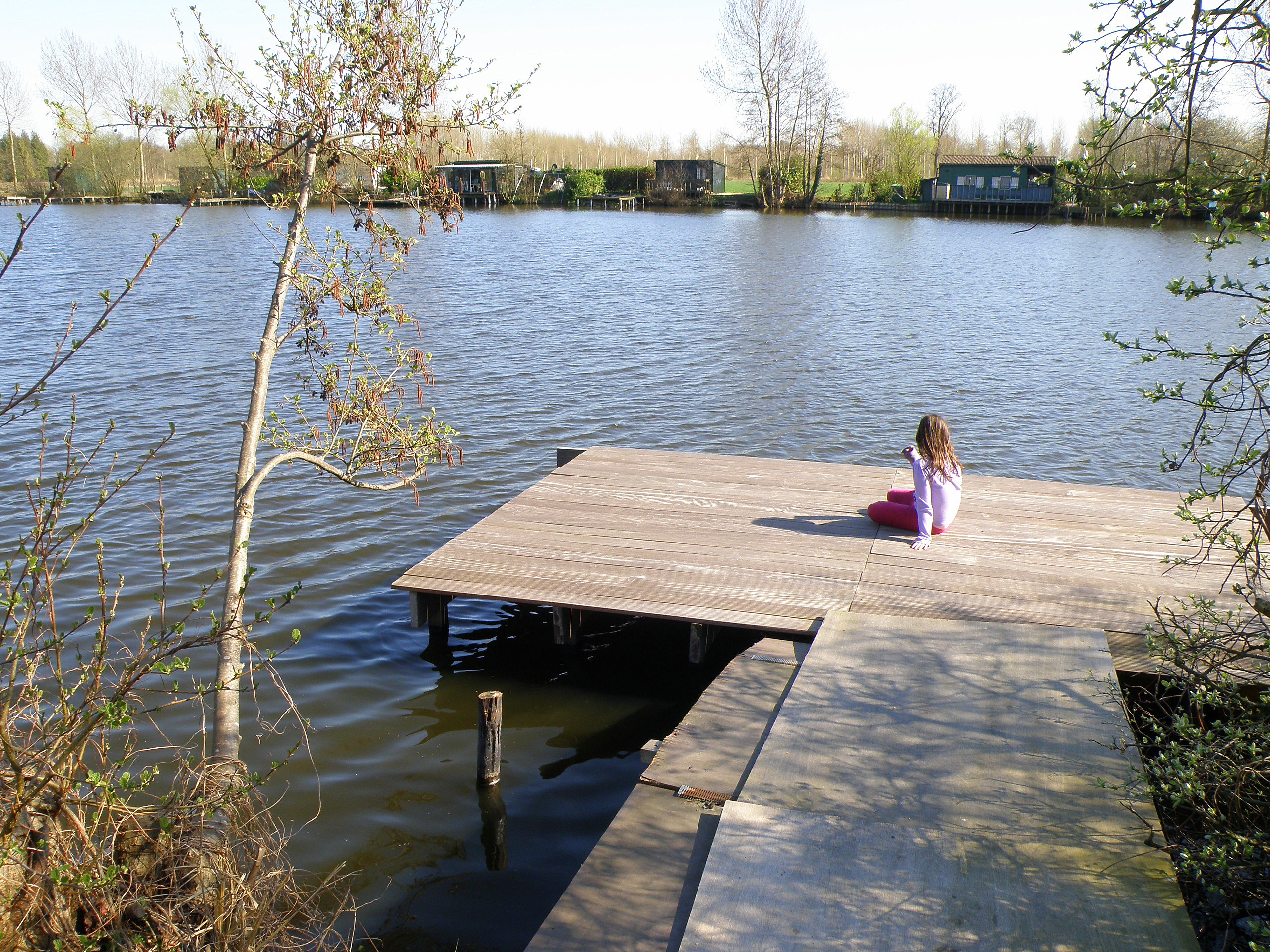
De Oude Schelde te Weert.

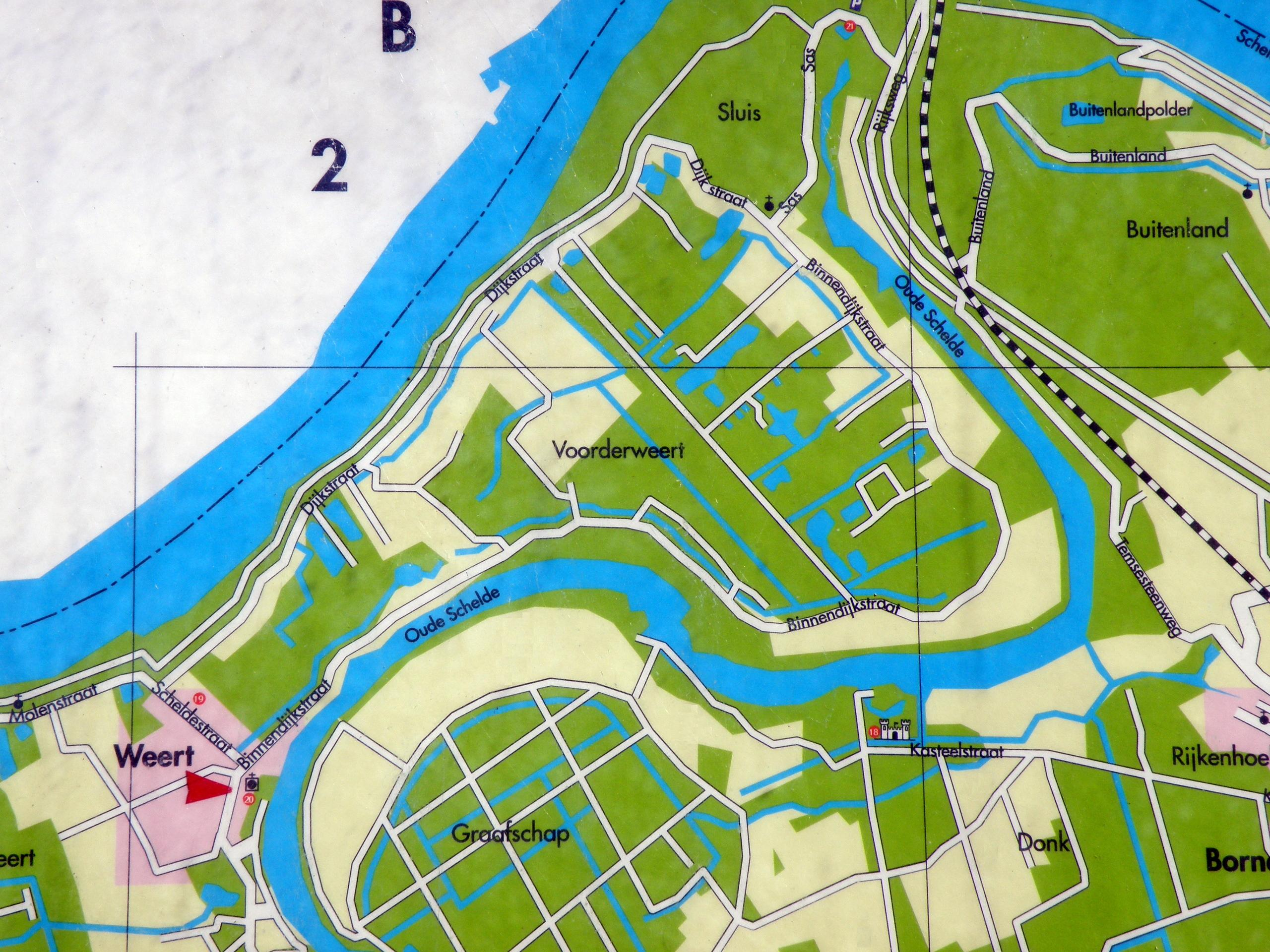
Kaart van de Oude Schelde (klein gedeelte ontbreekt links onder).

De Oude Schelde is een 6 km lange zijarm van de Schelde met een oppervlakte van 115 ha. In de 13e eeuw werd dit deel afgesloten omdat de bedding van de Schelde zich verplaatste. De Oude Schelde ligt in de gemeente Bornem en is vooral bekend bij de bezoekers aan de deelgemeente Weert.
Tot 1950 werd de Oude Schelde nog bevaren door kleine schepen. Het Sas van Bornem is een afwateringssluis tussen de Oude Schelde en de Schelde tegenover Temse. Het is op een na het oudste waterbouwkundige waterwerk in België, en het oudste in Vlaanderen. Het dateert uit 1592. In 2000 werd het sas gerestaureerd. De gemeente heeft de omgeving heraangelegd zodat het aantrekkelijk is als recreatieve omgeving.
Aan de Oude Schelde ligt ook het Kasteel Marnix de Sainte-Aldegonde.
Bij vriesweer is de Oude Schelde ook zeer geliefd bij schaatsers.